# Engelbert Bach
Engelbert Bach (* 7. April 1929 in Kitzingen; † 4. November 1999 ebenda) war ein deutscher Polsterer und Mundartdichter. Bach schrieb vor allem Gedichte im ostfränkischen Dialekt des Maindreiecks.

## Leben
Engelbert Bach wurde am 7. April 1929 in der kreisunmittelbaren Stadt Kitzingen in Unterfranken geboren. Er wuchs in der Würzburger Straße 26 im Westen der Altstadt auf. Bach absolvierte ein Polstererlehre in seiner Heimatstadt, legte seine Meisterprüfung ab und machte sich später als Polsterer im Geschäft des Vaters Franz Bach selbstständig. Erstmals mit Gedichten trat er im Jahr 1951 in Erscheinung. Damals verfasste er Gedichte für die sogenannte Häckerchronik, die zur 1200-Jahr-Feier Kitzingens entstand. Bach wirkte während des Jubiläums auch in der Rolle des „Häckers“ im gleichnamigen Stück mit.
Bach war früh in der Kitzinger Volkshochschule engagiert und hielt später in Volkshochschulen in ganz Franken Lesungen und Vorträge. Zunächst arbeitete er in Hochdeutsch, später erschienen fast ausschließlich Gedichte in unterostfränkischer Mundart. In der Kitzinger Zeitung erschienen unter dem Pseudonym „Moustgöcker“ (ofr. Wein-Hahn) in regelmäßigen Abständen Gedichte. Engelbert Bach übte in Kitzingen außerdem die Rolle eines Büttenredners für die örtliche Karnevalsvereinigung aus. Zwischen 1957 und 1959 besuchte er als Gasthörer Vorlesungen an der Universität Würzburg. Bereits mit der ersten monografischen Veröffentlichung seiner Texte 1959 erfuhr Bach große Anerkennung über die Grenzen der Stadt hinaus.
Im Jahr 1964 erhielt Bach eine eigene Mundartsendung im Bayerischen Rundfunk und produzierte Mundarthörspiele. Engelbert Bach starb 70-jährig am 4. November 1999 in seiner Geburtsstadt an Krebs. Die Stadt Kitzingen widmete dem Mundartdichter eine nach ihm benannte Straße im Neubaugebiet am „Buddental“. Im Jahr 2019 veranstaltete die Stadt Kitzingen eine Leseaktion aus Anlass des 20. Todestages, bei der die Texte Bachs im Rathaus der Stadt vorgetragen wurden.

## Werk
Das erste monografische Werk Bachs erschien im Jahr 1959. Zunächst thematisierte er die typischen Themen der fränkischen Mundart, die noch stark von der Heimatidylle aus der Zeit vor dem Zweiten Weltkrieg geprägt war. Erst mit dem dritten Band Es bleibt kee Bee unterm Tisch tauchen auch immer wieder sozialkritische Töne auf. Bach kritisierte den Umgang mit Flüchtlingen und thematisierte die Wirkmacht des Einzelnen in der Demokratie. Bei seinem 65. Geburtstag wurden über 1000 Gedichte von Bach gezählt, insgesamt erschienen 15 Monografien.
Bereits ab den 1970er Jahren entstanden auch immer wieder kleine Textausgaben zu Stücken von Engelbert Bach. In großer Regelmäßigkeit schrieb er Krippen- und Weihnachtsspiele. Daneben wurden auch die anderen christlichen Feiertage immer wieder in den Werken Bachs aufgegriffen. Posthum wurden viele seiner Gedichtvorträge in Form von Audio-CDs veröffentlicht.

## Publikationen

### Gedichtbände
- Plaudereien aus Franken. Kitzingen 1959.[3]
- Fränkische Weihnacht. Gerabronn 1963.
- Es bleibt kee Bee unterm Tisch. Greß-Verlag, Marktbreit 1970.
- mit Richard Rother: Schießbuednbluma und andere Kirchweihgeschichten. Greß-Verlag, Marktbreit 1975.
- Lieber gsund und reich. Gedichte und Geschichten in unterfränkischer Mundart. Greß-Verlag, Marktbreit 1976, ISBN 3-920094-10-7.
- Zwölf Kilometer auf Bethlehem. Gedichte und Geschichten in unterfränkischer Mundart. Greß-Verlag, Marktbreit 1978, ISBN 3-920094-13-1.
- Gemischt- und Kurzwaren. Reiche Auswahl in unterfränkischer Mundart. Greß-Verlag, Marktbreit 1980, Neuauflage 1984.
- mit Harald Schmaußer: Fränkische Tierli. Neue Entdeckungen in der fränkischen Fauna mit 5 Mundart-Geschichten von Engelbert Bach. Greß-Verlag, Marktbreit 1981, ISBN 3-920094-23-9.
- Schtarn, Schtroh und Schtall. Greß-Verlag, Marktbreit 1982.
- Dia erschtn fufzich Johr. Gedichte und Geschichten in unterfränkischer Mundart. Greß-Verlag, Marktbreit 1983, ISBN 3-920094-29-8.
- mit Wolfgang Buhl: Machd när su weidä: vom Frieden und ob es den noch gibt. Eine Anthologie in fränkischer Mundart. Echter-Verlag, Würzburg 1983, ISBN 3-429-00832-8.
- Vitus Gschichtn. Greß-Verlag, Marktbreit 1984.
- Soll bleibe ’s Liecht, sunnehell. Fränkische Mundart zu Pfingsten. Bayerischer Rundfunk, Nürnberg 1984.
- Fosneds-Schbrichla in fränkischer Mundart. Bayerischer Rundfunk, Nürnberg 1987.
- Johratog. Greß-Verlag, Marktbreit 1989.
- Kee Wort zuviel. Gedichte und Geschichten in unterfränkischer Mundart. Greß-Verlag, Marktbreit 1992, ISBN 3-920094-54-9.
- Das Fest. Manfred Zentgraf, Volkach 1998.
- Auf wos wart mer denn? Gedichte, anläßlich seines 70. Geburtstages zusammengestellt von Marianne Erben. Manfred Zentgraf, Volkach 1999, ISBN 3-928542-17-6.[4]

### Stücke
- A klees Gerücht. Ein Spiel in unterfränkischer Mundart. Greß-Verlag, Marktbreit 1973.
- Der Mitternachtsbotschafter. Ein Spiel in der Heiligen Nacht. Frank u. Frei, Volkach 1993.
- Dia Prob aufs Schtiftungsfest. Spiel in vier Szenen. Frank u. Frei, Volkach 1993.
- Wahltog in Bethlehem. Ein fränkisches Weihnachtsspiel. Frank u. Frei, Volkach 1993.

### Audio-CDs
- Engelbert Bach liest aus „Krippelesfiguren“. Greß-Verlag, Marktbreit 2009.
- Engelbert Bach liest aus „Vitus-Gschichtn“. Greß-Verlag, Marktbreit 2009.
- Engelbert Bach liest aus „12 Kilometer auf Bethlehem“. Greß-Verlag, Marktbreit 2009.
- Engelbert Bach liest aus „Lieber gsund und reich“. Greß-Verlag, Marktbreit 2009.
- Engelbert Bach liest aus „Schtarn, Schtroh und Schtall“. Greß-Verlag, Marktbreit 2009.

### Fachbücher und Vorträge
- Sprachlandschaft Franken. Nürnberg 1975.
- mit Erich Straßner: Mundart und Mundartdichtung in Franken heute. Vorträge, gehalten beim VII. Heimatkundlichen Seminar des Frankenbundes 1966. Halbig, Würzburg 1967.

### Hörspielfassungen (Auswahl)
Autor und Sprecher
- 1981: Wahldooch in Bethlehem. Ein unterfränkisches Weihnachtsspiel (Konrad) – Bearbeitung und Regie: Herbert Lehnert (Hörspielbearbeitung, Kurzhörspiel, Mundarthörspiel – BR)
- 1982: Der Brief. Vorweihnachtliches Spiel in unterfränkischer Mundart – Regie: Herbert Lehnert (Kurzhörspiel, Mundarthörspiel – BR)

Quelle: ARD-Hörspieldatenbank

## Ehrungen
- 1979: Kulturpreis der Stadt Kitzingen
- 1987: Frankenwürfel[5]
- 1992: Kulturpreis des Steigerwaldklubs
- 1993: Kulturpreis des Bezirks Unterfranken[6]